# Lacapelle-Ségalar
Lacapelle-Ségalar é uma comuna francesa na região administrativa da Occitânia, no departamento de Tarn. Estende-se por uma área de 6.83 km², e possui 97 habitantes, segundo o censo de 2018, com uma densidade de 14 hab/km².